# Leperina moniliata
Leperina moniliata is een keversoort uit de familie schorsknaagkevers (Trogossitidae). De wetenschappelijke naam van de soort werd in 1902 gepubliceerd door Thomas Blackburn.